# Passatge del Forn (Igualada)
El Passatge del Forn és un antic carreró de la vila dins de les muralles al municipi d'Igualada (Anoia) catalogada a l'Inventari del Patrimoni Arquitectònic de Catalunya. El passatge fa de nexe d'unió entre la plaça de l'Ajuntament i el carrer Nou. Està format per unes obertures d'arcs escarsers seguint el mateix model que la porxada que envolta part de la Plaça de l'Ajuntament. Són importants els passos coberts que uneixen les primeres plantes dels habitatges situats als costats. El Passatge del Forn s'anomena així perquè en ell hi havia un dels dos forns de la ciutat, «el forn de Dalt». L'altre forn, «el de baix» era al carrer de Custiol / Plaça del Tany.